# Episodi di Ginny & Georgia (terza stagione)
La terza stagione della serie televisiva Ginny & Georgia, composta da 10 episodi, è stata distribuita sulla piattaforma di streaming Netflix il 5 giugno 2025.
| nº | Titolo originale                | Titolo italiano              | Pubblicazione USA | Pubblicazione Italia |
| -- | ------------------------------- | ---------------------------- | ----------------- | -------------------- |
| 1  | This Wouldn't Even Be a Podcast | Non sarebbe un buon podcast  | 5 giugno 2025     | 5 giugno 2025        |
| 2  | Beep Beep Freaking Beep         | Maledetto bip, bip           | 5 giugno 2025     | 5 giugno 2025        |
| 3  | Friends Can Dance               | Gli amici ballano            | 5 giugno 2025     | 5 giugno 2025        |
| 4  | The Bitch Is Back               | È tornata la str***a         | 5 giugno 2025     | 5 giugno 2025        |
| 5  | Boom Goes the Dynamite          | La dinamite fa bum           | 5 giugno 2025     | 5 giugno 2025        |
| 6  | At Least It Can't Get Worse     | Almeno non può andare peggio | 5 giugno 2025     | 5 giugno 2025        |
| 7  | That's Wild                     | È pazzesco                   | 5 giugno 2025     | 5 giugno 2025        |
| 8  | Is That a Packed Lunch          | È un pranzo al sacco?        | 5 giugno 2025     | 5 giugno 2025        |
| 9  | It's Time for My Solo           | È il momento del mio assolo  | 5 giugno 2025     | 5 giugno 2025        |
| 10 | Monsters                        | Mostri                       | 5 giugno 2025     | 5 giugno 2025        |

## Non sarebbe un buon podcast
- Titolo originale: This Wouldn't Even Be a Podcast
- Diretto da: April Mullen
- Scritto da: Sarah Lampert

### Trama
Georgia ha trascorso l'intero fine settimana in carcere e le prospettive per lei non sono affatto buone, poiché l'omicidio di primo grado comporta l'ergastolo. Josh Finn, l'avvocato assunto da Paul, le suggerisce di portare in aula la famiglia per intenerire il giudice Matthews, ma Georgia non è propensa a esporre ulteriormente i figli, già costretti a fare i conti con l'avere una madre galeotta. Difatti, Ginny sta inevitabilmente soffrendo a causa di questa situazione, affrontando qualche battutaccia a scuola e rivolgendosi prontamente alla Dottoressa Lily per tenere a bada le tentazioni autolesioniste. Gli amici sono tutti dalla sua parte, riconoscendo che Georgia non ha fatto nulla di male a interrompere le sofferenze di un uomo destinato comunque a morire e Marcus si prodiga nel silenziare i piantagrane.
Georgia cambia idea sulla presenza dei figli in aula e chiede di poterli vedere prima dell'udienza. La sua prima preoccupazione è Ginny, incitata a essere forte per il bene di Austin e a conservare i segreti di cui è a conoscenza. Georgia ha saputo che il giudice Matthews ha un nipote, Tucker, che frequenta lo stesso liceo di Ginny, e che sua moglie è membro del Neighborhood Club. Zion presta la sua motocicletta a Ginny per consentirle di decomprimere lontano da Wellsbury. Ginny inizia così a frequentare un corso di poesia per adolescenti, tenuto dall'istrionico professor Kay. Ellen allestisce uno studio d'arte in garage per Marcus, sperando di fornirgli una valvola di sfogo per la sua depressione. Maxine trova il coraggio di invitare Silver a casa sua.
Marcus porta Ginny nel parco in cui ha iniziato a fumare, dove era solito trascorrere il tempo con il suo amico defunto Bridge Anderson. La mattina del processo, Georgia riceve la visita di Gil, che le annuncia di aver comprato casa nella vicina Watertown, aggirando il bando imposto da lei e Cynthia, e pregusta il momento in cui le porterà via Austin dopo la sua condanna. Georgia trova il modo di apparire impeccabile in aula e le sue lusinghe al giudice Matthews sortiscono l'effetto sperato, facendole ottenere i domiciliari con cavigliera elettronica. Ginny è arrabbiata con la madre perché Austin, la sera del suo arresto, le ha detto di averla vista uccidere Tom. Ammettendo di portare sulle spalle ben tre omicidi, Georgia mantiene la fiducia della figlia utilizzando il solito refrain della famiglia in lotta contro il mondo.

## Maledetto bip, bip
- Titolo originale: Beep Beep Freaking Beep
- Diretto da: April Mullen
- Scritto da: Danielle Hoover e David Monahan

### Trama
Georgia cerca di reinventare la propria routine agli arresti domiciliari, contando sul sostegno di Ellen, che approva la scelta di uccidere Tom, benché la diretta interessata continui a professarsi innocente. L'incrollabilità di Georgia vacilla al cospetto di Cynthia, naturalmente furiosa, perché non avrebbe dovuto arrogarsi il diritto di porre fine all'esistenza di suo marito, giurando che farà di tutto per affermare la sua colpevolezza. Paul si sente un'anatra zoppa, convinto che ogni sua azione politica sarà sminuita dal crimine commesso da Georgia, e si arrabbia con Nick quando questi gli suggerisce di chiedere l'annullamento del matrimonio. Ginny accompagna Austin a scuola, un compito normalmente svolto dalla madre, esortandolo a minimizzare le punzecchiature, come sta facendo lei.
Ginny e Austin ascoltano Josh consigliare a Georgia di trovare un colpevole alternativo. Al corso di poesia, Ginny fa colpo sul professor Kay e su un altro corsista, che la invita a mangiare qualcosa. Si apre con Bracia, rivelandole i propri problemi di autolesionismo ed eleggendola a propria confidente. Ciò indispone Maxine, che si sente minacciata nel suo ruolo di migliore amica di Ginny. Imbeccato da Simone, Zion vorrebbe che Ginny si trasferisse a vivere da lui, mentre Georgia affronta il processo, mandando quest’ultima su tutte le furie perché la figlia non manifesta alcun disturbo. Paul deve fronteggiare il tentativo di un consigliere di far entrare le grandi imprese a Wellsbury, dimostrando di non essere vulnerabile a causa dei guai della moglie.
Joe soccorre Ginny, che ha avuto un attacco di panico quando ha visto Cynthia al bistrot. Marcus invita Ginny a sfogarsi nel suo atelier in garage, dopo che la ragazza ha ammesso di pensare che probabilmente sua madre meriti di finire in prigione. Sia Ginny che Marcus sentono di aver ristabilito una chimica, interrogandosi se valga la pena riprendere la loro relazione, e concordano di essere l'una la confidente dell'altro per i rispettivi problemi di autolesionismo e depressione. Georgia promette a Paul di aiutarlo contro le multinazionali che minacciano di invadere Wellsbury, a cominciare dal bistrot di Joe, dovendo anche affrontare l'invadenza di Lynette, che pretende di sistemare i guai familiari. Non sopportando i rimbrotti della nonna, Ginny esce di casa e Georgia, a causa della cavigliera, non può fermare la figlia.

## Gli amici ballano
- Titolo originale: Friends Can Dance
- Diretto da: Jasmin Mozaffari
- Scritto da: Ayotunde Ifaturoti e Michelle Askew

### Trama
Il liceo organizza Tulipani & Smoking, un ballo di primavera a cui né Ginny né Marcus pensano di partecipare. Georgia inizia a non sopportare la reclusione tra le mura domestiche, aggravata dall'assillante presenza di Lynette. È proprio la nonna a convincere Ginny ad andare al ballo, coinvolgendo Simone nella scelta del vestito. Ellen esercita un'analoga opera di convincimento nei confronti di Marcus. Austin non accetta che Cynthia abbia impedito a Zach di rivolgergli la parola, facendolo sentire ancora più isolato a scuola. Paul discute con Georgia, lamentatasi per la noia degli arresti domiciliari, dato che là fuori tutti stanno combattendo per lei. Proprio ora che la storia con Silver procede a gonfie vele, Maxine si ritrova a recitare con Sophie nel nuovo spettacolo del gruppo di teatro.
Paul teme che Georgia non stia raccontando tutta la verità, anche se Josh si dice tranquillo riguardo al buon esito del processo. Ginny incontra Abby durante lo shopping, confidandole del quasi bacio tra lei e Marcus. Per aiutare Marcus a rompere il suo isolamento, Ellen organizza una serata di giochi in famiglia, a cui Maxine invita Ginny nel tentativo di ravvivare la loro amicizia. La serata è gradevole, almeno finché Ellen non menziona il ballo, mettendo Marcus sulla difensiva. Maxine ha la conferma che suo fratello è ancora innamorato di Ginny e lo invita a voltare pagina, come ha fatto lei con Sophie. Abby ha iniziato ad autoindursi il vomito per dimagrire, avendo scoperto che da qualche tempo lo fa anche Samantha; quando Abby gliene parla, Samantha le rivela di essere attratta da lei e la bacia.
Georgia ammette a Lynette di essere preoccupata che le cose possano andare male per lei, accusandola di volerla rimpiazzare con Simone. Nick comunica a Paul le sue dimissioni, ma queste vengono respinte perché il sindaco ha saputo della storia delle malversazioni e non esiterà a usarla contro di lui se lo abbandonerà. Hunter si presenta al ballo con Padma, rendendo ufficiale il loro fidanzamento. Anche Marcus, alla fine, ha deciso di andare alla festa e invita Ginny a ballare tra amici; ben presto, però, si scambiano un bacio appassionato. Abby viene riaccompagnata a casa completamente ubriaca. Presa dalla frenesia di voler dire alla madre quanto le vuole bene, Ginny pianta in asso Marcus per fare una videochiamata a Georgia. Paul torna a casa piuttosto rabbuiato dopo il colloquio con Nick.

## È tornata la str***a
- Titolo originale: The Bitch Is Back
- Diretto da: Jasmin Mozaffari
- Scritto da: Ali Kinney

### Trama
Il giorno dopo il ballo, Ginny si è resa conto che sua madre ha ragione: lei e Marcus non possono restare soltanto amici. Georgia visiona la lista dei testimoni, preoccupandosi di trovare Gabriel Cordova in cima, anche se Josh è convinto di vincere perché sarebbe una manovra politica contro Paul. Il consigliere comunale David Mann indice un referendum sulla sua proposta di aprire Wellsbury alle grandi imprese. Abby si ritrova iscritta al tutoring per recuperare i brutti voti e le viene assegnata Tris. Marcus rimedia un mese di sospensione per aver devastato l'aula del professor Gittens durante il ballo. Per riabilitare la sua immagine presso la comunità, Georgia suggerisce a Paul di organizzare un festival in giardino per lanciare a Mann il messaggio che Wellsbury non vuole le grandi imprese.
Marcus è devastato perché al ballo era ubriaco, quindi non ricorda di aver vandalizzato l'aula di Gittens e nemmeno il bacio dato a Ginny. Anche la ragazza è sottosopra dopo essersi sentita dire per l'ennesima volta da Marcus che non la ama. Austin sfoga il proprio disagio seguendo l'esempio di Marcus, danneggiando la sua classe e scampando alla sospensione soltanto grazie alla sua situazione familiare, anche se l'episodio rimette in gioco Gil come genitore sinceramente preoccupato. Simone impone a Zion di prendere una decisione sul futuro della loro relazione, indispettita dalla continua presenza di Georgia nei suoi pensieri. Ginny cede al corteggiamento di Wolfe, il compagno del corso di poesia, puntualizzando che sta uscendo da una storia complicata prima di potersi impegnare nuovamente.
Nonostante la buona riuscita del festival in giardino, Georgia è dispiaciuta per l'assenza di Joe, che la incolpa di ignorare i suoi sentimenti verso di lui, benché sia sempre stato presente in ogni momento importante. Dopo averle tenuto il muso per diversi giorni, Paul torna ad avere rapporti con Georgia, anche se non menziona quanto ha saputo da Nick. Grazie alla sua conoscenza di buona parte dei cittadini di Wellsbury, Georgia riesce a far selezionare una giuria potenzialmente favorevole per il processo. Alterata per non essere più la migliore amica di Ginny, Maxine ragguaglia Marcus sulla sua frequentazione con Wolfe. Alla prima udienza, dopo le arringhe degli avvocati, Gabriel Cordova testimonia che Georgia è una serial killer e non dovrebbe essere processata per il solo delitto di Tom.

## La dinamite fa bum
- Titolo originale: Boom Goes the Dynamite
- Diretto da: Elizabeth Allen Rosenbaum
- Scritto da: Eboni Freeman

### Trama
Matthews ammette la testimonianza di Gabriel, riservandosi di stabilire in seguito se sia rilevante per indagare anche sul passato di Georgia. Tutti, da Paul a Zion, sono scioccati nell'ascoltare le parole di Gabriel, dato che solo Ginny conosce il lato oscuro di sua madre. Josh è convinto di poter ribaltare la situazione, ordinando a Georgia e ai ragazzi di non rispondere alle richieste della stampa. Gil esorta Zion a fare fronte comune, togliendo i figli a Georgia prima che possa accadere qualcosa di spiacevole anche a loro. Maxine proibisce a Marcus di scrivere a Ginny, dovendo essere coerente dopo aver troncato la loro storia. Complice la recente ostilità, Paul è convinto della colpevolezza di Georgia e Joe, per non lasciarlo dormire sul bancone del suo bistrot, lo accompagna in municipio.
A scuola, Ginny è tampinata da una giornalista del Wellsbury Tribune e reagisce tirando un pugno a Press per una battuta spiacevole sulla madre. Successivamente, Ginny telefona a Wolfe, che viene a prenderla e la porta al museo della scienza. Al ritorno a casa, però, vengono sorpresi da Marcus mentre si baciano, creando una situazione piuttosto imbarazzante, poiché durante il corso di poesia Ginny ha finto di chiamarsi Gia. Zion interroga Georgia riguardo a quanto riferito da Gabriel in tribunale, ricordandole quando le abbassò la mano per impedirle di sparare al patrigno. Paul decide di trasferirsi dai genitori, desiderando essere riconosciuto come sindaco di Wellsbury anziché come neo-marito di una serial killer. Nel frattempo, il caso di Georgia assurge alla ribalta nazionale.
Nel controinterrogatorio, Josh mette in difficoltà Gabriel, dipingendolo come un incompetente assetato di vendetta nei confronti di Georgia, e riesce a ottenere da Matthews l'invalidazione della precedente testimonianza sul passato della donna. Tuttavia, la situazione non migliora affatto: comincia a circolare un video della poesia declamata tempo prima da Ginny, interpretato come una confessione dei delitti commessi dalla madre. Ginny torna a casa di corsa e Georgia la ferma prima che possa bruciarsi. Ginny riceve la telefonata di Wolfe, che, nonostante abbia scoperto la verità, è elettrizzato all'idea di frequentare la figlia di un'assassina. Gli assistenti sociali prelevano Ginny e Austin a seguito di una denuncia per maltrattamenti presentata da Gil e Zion.

## Almeno non può andare peggio
- Titolo originale: At Least It Can't Get Worse
- Diretto da: Liz Allen
- Scritto da: Zachary Arthur e Jordan Dumbroff

### Trama
È trascorsa una settimana dall'intervento dei servizi sociali e Zion fatica a gestire Ginny, che non ha accettato il collocamento presso di lui ed è uscita fino a tardi con Wolfe. Georgia chiama Ginny nel cuore della notte, ma la figlia decide di bloccare il suo numero per evitare che si scopra che intrattengono conversazioni di nascosto. Nel frattempo, aumentano le trasmissioni televisive e i podcast dedicati a Georgia, ormai soprannominata la sindaca assassina, e oggetto di un atto vandalico. Nick testimonia in tribunale, affermando che Georgia gli ha confessato di aver ucciso Tom. Dopo aver invitato Cynthia a non far pagare ad Austin l'astio che prova verso sua madre, Ginny rivela a Zion le motivazioni dietro la sparatoria con Gil.
Invitata da Wolfe alla festa di un suo amico, Ginny chiede a Bracia di accompagnarla, senza rivelarlo a Zion. Marcus ripara la finestra rotta a casa di Georgia, assillata dal dubbio di non essere una buona madre per i suoi figli. La situazione di Georgia si complica ulteriormente a causa della testimonianza di Cynthia, nonostante Josh avesse tentato di addossarle la colpa dell'omicidio per risparmiare sulle cure palliative che si protraevano da due mesi e stavano diventando economicamente insostenibili. Zion si arrabbia con Paul per non averlo avvisato della pericolosità di Gil, preoccupato di trovare un modo per togliergli la custodia di Austin. Dopo il primo incontro protetto tra la madre e Austin, Ginny incolpa Zion per aver creato questa spiacevole situazione.
Georgia contatta la Dottoressa Lily, che, nonostante il conflitto di interesse con Ginny, accetta di prenderla momentaneamente come paziente. Maxine convoca una riunione urgente con Ginny, Abby e Norah, sentendo la necessità di riaccendere la loro amicizia dopo le recenti incomprensioni. Il problema più urgente si rivela essere il ritardo di Norah nel ciclo, che le ragazze decidono di affrontare sottoponendosi tutte e quattro al test di gravidanza. Joe si presenta a casa di Georgia per farle compagnia, aiutandola a svagarsi e a ridere come non le accadeva da troppo tempo. Joe ringrazia Georgia per aver omesso di parlare della sua relazione con Cynthia, poiché ciò lo avrebbe altrimenti inserito tra i sospettati. Mentre i test delle amiche sono negativi, quello di Ginny risulta positivo.

## È pazzesco
- Titolo originale: That's Wild
- Diretto da: Sharon Lewis
- Scritto da: Kourtney Richard

### Trama
Ancora sconvolta dalla scoperta della gravidanza, Ginny non riesce a gestire l'improvviso arrivo di Wolfe, venuto per farle una sorpresa e conoscere le sue amiche. Quando non riesce a trattenere il segreto, Ginny ne parla direttamente a Wolfe, che, appresa la notizia, si dilegua. Josh esorta Georgia a rappacificarsi con Paul, la cui assenza in tribunale si è fatta notare e rischia di vanificare le residue speranze di vittoria. Non solo Paul non intende venire incontro a Georgia, ma si appresta a presentare i documenti del divorzio. Joe prova fastidio nel vedere Gil recitare il ruolo di padre premuroso con Austin. Abby si sta innamorando di Tris, l'unica persona in grado di capire i suoi travagli interiori. Maxine deve provare la scena di un combattimento con Sophie.
Ginny sente la necessità di parlare della gravidanza con Georgia, l'unica in grado di capirla. Così, con l'aiuto di Maxine e Sophie, che distraggono i giornalisti, riesce a entrare a casa della madre. Georgia propende per l'aborto, così come Ginny, perché un bambino sconvolgerebbe i suoi piani ambiziosi. Dopo aver svolto un nuovo test che conferma l'esito positivo del precedente, Georgia prende appuntamento per la figlia in clinica, anche se Ginny desidera andarci senza accompagnatore. Effettuato l'intervento, Ginny trova Marcus ad aspettarla perché Georgia gli aveva chiesto di sostenerla. Georgia ha notato i problemi di alcolismo di Marcus, invitandolo a non rovinarsi la vita perché è un bravo ragazzo. Georgia telefona a Zion per avvertirlo di quanto è successo a Ginny.
Ginny è attanagliata dal dubbio di aver preso la decisione sbagliata, poiché se sua madre ai tempi avesse fatto lo stesso, lei non sarebbe mai nata. Zion riesce a farle capire che la sua situazione e quella di Georgia sono completamente diverse, quindi nessuno può incolparla di aver scelto in un certo modo. Georgia confessa a Joe di essere contenta che Ginny non sia diventata come lei, anche se ciò la ferisce al tempo stesso. Paul telefona a Georgia perché ha bisogno di parlarle: deve avviare la pratica del divorzio, suggeritagli da Nick per rilanciare la sua autorità di sindaco, con Mann pronto a far passare il suo piano delle grandi imprese. Non essendo disposta a perdere anche Paul in questo momento, Georgia recupera dal cestino il test di gravidanza di Ginny e finge di essere incinta.

## È un pranzo al sacco?
- Titolo originale: Is That a Packed Lunch
- Diretto da: Sharon Lewis
- Scritto da: Danielle Hoover e David Monahan

### Trama
Ginny rompe con Wolfe, rinfacciandogli di aver risolto senza bisogno del suo aiuto, e gli augura di trovare una ragazza capace di stargli accanto come lui non ha saputo fare. Il signor Kay ha candidato la poesia di Ginny al concorso per giovani poeti di Boston. Abby chiede a Ginny di essere presente al primo incontro con Anna, la nuova compagna del padre. La bugia di Georgia le fa ottenere il ritorno di Paul a casa e in tribunale, dove si iniziano ad ascoltare i testimoni della difesa. Preoccupata per il brutto momento che sta passando Zach, il quale ultimamente perde spesso le cose, Cynthia tenta di favorire un suo riavvicinamento con Austin, rubando un tablet dal cesto degli oggetti smarriti. Durante le prove dello spettacolo, Maxine e Sophie si baciano appassionatamente.
Ginny vince il concorso e le viene proposto di leggere la sua poesia davanti a tutta la scuola. Immalinconita dall'ultimo incontro con i figli, che se la stanno cavando anche senza di lei, Georgia non sa come dire a Paul della finta gravidanza, anche perché il marito sta cominciando a fantasticare sul nome da dare al nascituro. Zion accetta di partecipare alle sedute di terapia di Ginny, incolpando Georgia di avergliela tenuta lontana e preannunciando che lotterà per la sua custodia, come avrebbe dovuto fare da tempo. Notando il nervosismo di Zion, Paul lo porta a bere qualcosa per tranquillizzarlo, scoprendo dell'aborto di Ginny e del conseguente inganno di Georgia. Ginny e Norah decidono di affrontare il problema del vomito autoindotto di Abby. Joe tira un pugno a Gil.
Paul annuncia di aver chiesto il divorzio e che sosterrà la legge per l'ingresso delle grandi imprese a Wellsbury, imponendo il massimo riserbo sulla propria vita privata. Georgia deve trovarsi un nuovo avvocato, dato che Paul ha ordinato a Josh di non rappresentarla più. Consapevole di non poter scampare al proprio destino, Georgia prende la decisione di scappare a bordo della motocicletta di Marcus, nonostante Joe avesse tentato di farle cambiare idea. Ginny riceve una telefonata dal carcere, dove Georgia ha deciso di costituirsi perché tanto ci sarebbe finita comunque. Sentendosi responsabile di quanto accaduto alla madre, Ginny comunica a Marcus di voler combattere per lei e sdebitarsi di tutto quanto ha fatto per regalare a lei e ad Austin una vita migliore.

## È il momento del mio assolo
- Titolo originale: It's Time for My Solo
- Diretto da: Darnell Martin
- Scritto da: Sarah Glinski

### Trama
Ginny vorrebbe che Simone rappresentasse sua madre. Dopo un iniziale tentennamento, Simone accetta l'incarico e punta a un radicale cambiamento di narrazione sull'immagine pubblica di Georgia, addossando a Cynthia la colpa della morte di Tom. Gil progetta di trasferirsi in Michigan con Austin, a cui ha fatto il lavaggio del cervello riguardo alla madre. Ginny discute con l'uomo e viene presa al braccio, ma l'intervento di Cynthia evita che la situazione degeneri. Ellen e Joe vanno a visitare Georgia in carcere, trovandola rassegnata alla sconfitta. Abby è stata immortalata dalle telecamere mentre, insieme a Ginny e Norah, lancia delle uova contro la casa di suo padre. Maxine sente che il suo storico nucleo di amiche si sta sfaldando, con Ellen che le ha chiesto di tenere d'occhio Marcus.
La lettura dei fascicoli rende Simone meno ottimista riguardo al caso di Georgia, chiarendo con Zion di voler essere messa al primo posto tra le sue priorità. Ginny sente Simone dire a Zion di pensare che Georgia sia realmente colpevole, suggerendo alla madre di sfruttare la liaison tra Cynthia e Joe. Ormai arresa, Georgia spiega a Ginny che la soluzione migliore è lasciare Austin con Gil, dato che non farà mai del male al bambino, nonostante Ginny le mostri i segni sul braccio. Maxine è preoccupata per il problema di Marcus con l'alcol, però il fratello nega la propria dipendenza e minaccia di toglierle il saluto se ne parlerà ai genitori. Dietro le quinte dello spettacolo, Silver si ingelosisce nel vedere Maxine e Sophie baciarsi. Maxine è arrabbiata con Silver perché ha comprato alcolici per Marcus.
Ginny abbandona lo spettacolo perché la scena di un'aggressione la infastidisce, ricordandole quanto avrebbe potuto farle Gil. Nel bel mezzo dei cambi di scena, Maxine si rende conto di faticare a essere la ragazza perfetta, di cui, in fin dei conti, nessuno si accorge. A fine spettacolo, Maxine smaschera Marcus davanti ai genitori, dimostrando che il Gatorade che ha bevuto tutta la sera fosse in realtà alcol. Marcus è ovviamente arrabbiato con Maxine, tacciandola di voler essere sempre la perfettina della famiglia e di non capire i motivi che lo spingono a bere. Pur soffrendo, Maxine è consapevole di aver fatto la scelta giusta. Simone chiama Austin sul banco dei testimoni. Il bambino dichiara di aver assistito alla morte di Tom, affermando che a mettere il cuscino sopra il suo volto è stato Gil.

## Mostri
- Titolo originale: Monsters
- Diretto da: Darnell Martin
- Scritto da: Sarah Lampert

### Trama
Dietro alla testimonianza di Austin c'è lo zampino di Ginny, la quale lo ha avvertito dell'intenzione di Gil di trasferirsi in Michigan e gli ha mostrato i segni sul braccio. Allo stesso tempo, Ginny si è assicurata la fedeltà di Cynthia, inducendola a corroborare la nuova tesi sotto minaccia di divulgare i filmati delle telecamere, in realtà inesistenti, all'esterno del bistrot di Joe. La giuria assolve Georgia alla vigilia del referendum sulla Proposta 38, legata al destino di Paul come sindaco. Zion comunica a Georgia che presenterà domanda per l'affidamento congiunto di Ginny, quest'ultima favorevole e in procinto di partire in viaggio con il padre in Corea del Sud. Georgia acconsente ad andare in terapia e Ginny si fa promettere che non commetterà più omicidi. Marcus bacia Ginny e le dice di amarla ancora.
Ginny legge in pubblico la sua poesia, Ripartenze. Marcus è stato bocciato e dovrà frequentare un corso di recupero estivo, ma non ha il coraggio di dirlo a Ginny. Maxine ha chiuso con Silver e tenta di riconciliarsi con le amiche, anche se non sarà semplice, poiché Abby e Norah si aspettano un cambio di atteggiamento. Cynthia ha scoperto che non esistono affatto telecamere fuori dal bistrot di Joe, rinfacciando a Georgia che sua figlia sta seguendo le sue orme. La Proposta 38 è stata respinta e Paul, che dovrà ripresentarsi alle nuove elezioni, licenzia Nick perché i suoi consigli lo hanno fatto completamente deragliare. Georgia bacia Joe dopo aver ammesso che tutto quanto emerso in tribunale è vero, scegliendo di essere onesta perché desidera stabilità nella sua vita e in quella dei figli.
Georgia restituisce l'anello a Paul, ma le sue scuse non bastano e il sindaco la accusa di averlo trasformato in una persona diversa. Maxine riporta a casa Marcus, che era sgattaiolato di nascosto per andare alla festa di fine anno, e sollecita Ellen a prendere una decisione drastica: mandare il fratello in un centro di recupero. Ginny entra dalla finestra e Marcus si vergogna nel mostrarsi così vulnerabile. Georgia riceve una telefonata dal padre in carcere, invitandolo a non chiamarla più Mary. L'assoluzione di Georgia ha reso Austin scontroso con Ginny. Mentre sta andando al centro di recupero, Marcus legge la poesia che Ginny gli ha dedicato. Quando vede Georgia bere il latte, Ginny le fa notare che è un suo comportamento abituale durante le gravidanze.